# 1984 Fedynskij
Az 1984 Fedynskij (ideiglenes jelöléssel 1926 TN) a Naprendszer kisbolygóövében található aszteroida. Szergej Beljavszkij fedezte fel 1926. október 10-én.